# Слатинске Лази
Слатинске Лази (слч. Slatinské Lazy) насељено је мјесто са административним статусом сеоске општине (слч. obec) у округу Дјетва, у Банскобистричком крају, Словачка Република.

## Становништво
| Година:    | 1994. | 2004.    | 2014.   | 2024.   |
| ---------- | ----- | -------- | ------- | ------- |
| Број људи: | 456   | 525      | 502     | 530     |
| Разлика:   |       | +15,13 % | -4,38 % | +5,57 % |

| Година:    | 2023. | 2024.   |
| ---------- | ----- | ------- |
| Број људи: | 536   | 530     |
| Разлика:   |       | -1,11 % |

Према подацима о броју становника из 2011. године насеље је имало 499 становника.